# Westlake (Texas)
Westlake es un pueblo ubicado en el condado de Tarrant en el estado estadounidense de Texas. En el Censo de 2010 tenía una población de 992 habitantes y una densidad poblacional de 55,68 personas por km².

## Geografía
Westlake se encuentra ubicado en las coordenadas 32°58′59″N 97°12′16″O / 32.98306, -97.20444. Según la Oficina del Censo de los Estados Unidos, Westlake tiene una superficie total de 17.82 km², de la cual 17.35 km² corresponden a tierra firme y (2.6%) 0.46 km² es agua.

## Demografía
Según el censo de 2010, había 992 personas residiendo en Westlake. La densidad de población era de 55,68 hab./km². De los 992 habitantes, Westlake estaba compuesto por el 85.58% blancos, el 2.52% eran afroamericanos, el 0.5% eran amerindios, el 9.38% eran asiáticos, el 0% eran isleños del Pacífico, el 0.6% eran de otras razas y el 1.41% pertenecían a dos o más razas. Del total de la población el 4.84% eran hispanos o latinos de cualquier raza.